# クック諸島の国章
クック諸島の国章（クックしょとうのこくしょう）は Papa-Motu-Kora によってデザインされ、1979年以来クック諸島の公式紋章となっている。

クック諸島連邦 (1893-1901)の国章

## デザイン
- 盾には国旗にもある、15の星が描かれており、国民と国の保護を表している。
- 左側にはクックの豊かさの象徴として、ラロトンガのクラブを持ったトビウオ、右側にはキリスト教の象徴として、十字架を支えたシロアジサシが配置されている[1]。
- モットーには国名が書かれておりその上にはヤシの葉が配置されている。
- クレストは首長が被る冠。